# Étienne Louis Geoffroy
Pour les articles homonymes, voir Geoffroy.
Étienne Louis Geoffroy est un pharmacien et un entomologiste français, né le 12 octobre 1725 à Paris et mort le 12 août 1810 à Chéry-Chartreuve.

## Biographie
Il est le fils de Étienne-François Geoffroy et le père de René-Claude Geoffroy de Villeneuve.
Ce pharmacien croit nécessaire d’avertir sa clientèle que son intérêt pour l’entomologie ne nuira pas à son activité. Son ouvrage principal est son Histoire abrégée des insectes qui se trouvent aux environs de Paris, dans laquelle ces animaux sont rangés suivant un ordre  méthodique (1762) dans lequel il n'indique pas de noms latins, ceux-ci seront proposés par Antoine François, comte de Fourcroy (1755-1809) dans sa troisième édition de l’Histoire abrégé des insectes en 1799.
Geoffroy propose six ordres d'insectes : les coléoptères, les hémiptères, les tétraptères à ailes farineuses, les tétraptères à ailes nues, les diptères et les aptères.

## Liste partielle des publications
- 1753  : Catalogue raisonné des minéraux, coquilles et autres curiosités naturelles contenues dans le cabinet de feu M. Geoffroy (Paris : H.-L. Guérin et L.-F. Delatour).
- 1762 : Histoire abrégée des insectes qui se trouvent aux environs de Paris, dans laquelle ces animaux sont rangés suivant un ordre méthodique (deux volumes, Paris, Durand).
- 1767 : Traité sommaire des coquilles, tant fluviales que terrestres, qui se trouvent aux environs de Paris (Paris : J.-B.-G. Musier fils).
- 1771 : Hygieine, sive Ars sanitatem conservandi, poema, auctore Stephano Ludovico Geoffroy (Paris, P. G. Cavelier).
- 1778 : Mémoires sur les bandages propres à retenir les hernies, dans lequel [″sic″] on examine en détail les défauts qui les empêchent de remplir leur objet (Paris : Panckoucke).
- An VII : Histoire abrégée des insectes... Nouvelle édition... augmentée d'un supplément... (Paris : Calixte-Volland) — édition numérique sur Gallica premier tome et second tome.
- 1800 : Manuel de médecine pratique, ouvrage élémentaire auquel on a joint quelques formules (Paris : De Bure aîné).
- 1839 : Hygiène, ou Art de conserver la santé, poème latin d'Étienne-Louis Geoffroi [sic], traduit en vers français par Lequenne-Cousin (Paris : J. Bouvier et E. Bouvier).

## Sources
- Jean Gouillard (2004). Histoire des entomologistes français, 1750-1950. Édition entièrement revue et augmentée. Boubée (Paris) : 287 p.
- Jean Lhoste (1987). Les Entomologistes français. 1750-1950. INRA Éditions : 351 p.